# 八街街道
八街街道是中国云南省昆明市安宁市下辖的一个街道办事处，位于安宁市南部，距安宁市区38公里。辖区面积344.18平方公里，2010年底总人口38442人，其中农业人口35079人，是安宁市域内面积最大、农业人口最多的街道。八街因元代以来农历逢八赶街而得名。2006年3月，八街镇与一六街乡合并成立新的安宁市八街镇。2011年4月安宁市在全域撤镇设街道办事处，改为街道办事处。

## 行政区划
八街街道共辖1个社区、21个行政村，分别是：
八街社区、八街村、招霸村、鸣凤村、铁厂村、堍杉村、凤仪村、枧槽营村、朝阳村、中所村、二街村、窑坡村、摩所营村、一六村、吴里坝村、七街村、温水村、大营村、五岳村、龙洞村、磨南德村和相连村。